# Bytjärnen (Attmars socken, Medelpad)
Bytjärnen är en sjö i Sundsvalls kommun i Medelpad och ingår i Ljungans huvudavrinningsområde. Sjön har en area på 0,0462 kvadratkilometer och ligger 144,3 meter över havet.

## Delavrinningsområde
Bytjärnen ingår i det delavrinningsområde (690064-156080) som SMHI kallar för Mynnar i Bysjöån. Medelhöjden är 193 meter över havet och ytan är 12,75 kvadratkilometer. Det finns inga avrinningsområden uppströms utan avrinningsområdet är högsta punkten. Vattendraget som avvattnar avrinningsområdet har biflödesordning 4, vilket innebär att vattnet flödar genom totalt 4 vattendrag innan det når havet efter 45 kilometer. Avrinningsområdet består mestadels av skog (92 procent). Avrinningsområdet har 0,05 kvadratkilometer vattenytor vilket ger det en sjöprocent på 0,4 procent.